# Philipp Fritsch
Philipp Fritsch, nemški general in vojaški veterinar, * 24. julij 1880, † 10. april 1945.